# Colònia penitenciària de Mettray
La colònia penitenciària de Mettray, destinada a rehabilitar joves delinqüents i situat a Mettray, petita localitat d'Indre i Loira (França), va ser creada el 1840 i tancada el 1939. Una reobertura s'efectua el 1957 per Marcel Tomeno per a menors retardats mitjans i lleugers (14-18 anys).

## Missió
Concebut i dirigit per Frédéric-Auguste Demetz, aquest establiment privat (sense muralles) implicava, a més a més del refectori i els dormitoris comuns, una capella, tallers, estables, vastos camps conreats i fins i tot una pedrera de pedres. Es tractava de regenerar, amb el contacte amb la natura, pel treball manual i l'oració, els adolescents que la presó hauria pervertit segurament. La divisa de Demetz -que havia estudiat els sistemes penitenciaris d'altres països- era: «Millorar l'home per la terra i la terra per l'home».

## Estructura
La colònia penitenciària de Mettray estava dividida en famílies, amb un adult cap de família per a cadascuna. Els pensionats tenien el cap afaitat i portaven un uniforme. La instrucció (una hora al dia amb una mica de càlcul, de lectura i d'escriptura) semblava poc. El treball era penós, els aliments mediocres i les faltes pesadament sancionades. Aquesta disciplina no va poder impedir els vicis engendrats per la promiscuïtat. I la institució, portada al començament per l'entusiasme dels seus promotors, coneixerà aleshores problemes financers, periclitar, i acabà sent tancada el 1939.